# Calathea porphyrocaulis
Calathea porphyrocaulis là một loài thực vật có hoa trong họ Marantaceae. Loài này được (W.Bull) N.E.Br. mô tả khoa học đầu tiên năm 1882.